# بال‌های تلخ سرنوشت
بال‌های تلخ سرنوشت (به انگلیسی: Sad Wings of Destiny) عنوان دومین آلبوم استودیویی از گروه هوی متال بریتانیایی جوداس پریست است که در ۲۳ مارس، ۱۹۷۶ منتشر شد. این دومین و آخرین آلبومی بود که جوداس پریست با شرکت نشر گال رکوردز همکاری کرد و پس از حمایت کمی که از سوی ناشر انجام شد گروه تصمیم به لغو قرارداد با گال رکوردز گرفت و پس از آن قراردادی با شرکت کلمبیا رکوردز منعقد کرد. این آلبوم تا به امروز در نسخه ال‌پی و سی‌دی منتشر گشته است.

## فهرست آهنگ‌ها

### نسخه ال‌پی

#### روی A
1. «پیش‌درآمد» (گلن تیپتون) - ۲:۰۲
2. «حاکم ستمگر» (راب هالفرد، تیپتون) - ۴:۲۸
3. «کشتار دسته جمعی» (هالفرد، کی.کی. داونینگ، تیپتون) - ۵:۵۱
4. «نوشته روی سنگ قبر» (تیپتون) - ۳:۰۸
5. «جزیره استیلا» (هالفرد، داونینگ، تیپتون) - ۴:۳۲

#### روی B
1. «قربانی تغییرات» (ال اتکینز، هالفرد، داونینگ، تیپتون) - ۷:۴۷
2. «چاک دهنده» (تیپتون) - ۲:۵۰
3. «خیالباف فریبکار» (اتکینز، هالفرد، داونینگ، تیپتون) - ۵:۵۱
4. «فریبکار» (هالفرد، داونینگ، تیپتون) - ۲:۴۰

### نسخه سی‌دی
1. «قربانی تغییرات» (ال اتکینز، هالفرد، داونینگ، تیپتون) - ۷:۴۷
2. «چاک دهنده» (تیپتون) - ۲:۵۰
3. «خیالباف فریبکار» (اتکینز، هالفرد، داونینگ، تیپتون) - ۵:۵۱
4. «فریبکار» (هالفرد، داونینگ، تیپتون) - ۲:۴۰
5. «پیش‌درآمد» (گلن تیپتون) - ۲:۰۲
6. «حاکم ستمگر» (هالفرد، تیپتون) - ۴:۲۸
7. «کشتار دسته جمعی» (هالفرد، داونینگ، تیپتون) - ۵:۵۱
8. «نوشته روی سنگ قبر» (تیپتون) - ۳:۰۸
9. «جزیره استیلا» (هالفرد، داونینگ، تیپتون) - ۴:۳۲

## اعضای گروه
- راب هالفرد - خواننده
- کی.کی. داونینگ - گیتار
- گلن تیپتون - گیتار
- یان هیل - گیتار باس
- الن مور - درامز

## منبع
- مشارکت‌کنندگان ویکی‌پدیا. «Sad Wings of Destiny». در دانشنامهٔ ویکی‌پدیای انگلیسی، بازبینی‌شده در ۱۷ ژانویه ۲۰۱۰.